# Coral (marque)
Pour les articles homonymes, voir Coral.
Coral - Poudre à lessiver née en 1967 chez Lever comme poudre spéciale pour textiles modernes.